# Ksar Zhahfa
Ksar Zhahfa, Ksar Ababsa, Ksar El Zhahfeh ou Ksar Zhaïfa est un ksar de Tunisie situé dans le gouvernorat de Tataouine.

## Localisation
Le ksar se situe sur un éperon rocheux qui en fait un site à caractère défensif.

## Histoire
La fondation du ksar est datée aux environs de 1820. Il est abandonné vers 1960 selon la population locale.

## Aménagement
Le ksar de forme triangulaire compte environ 100 ghorfas (dont une trentaine en ruines) réparties sur un étage (quelques exceptions sur deux étages) ; quelques-unes se trouvent dans la cour. Leur longueur (plus de cinq mètres) est notablement plus importante que dans d'autres ksour de la région.
L'ensemble est dans un état passable mais qui se dégrade.